# Harry A. Trask

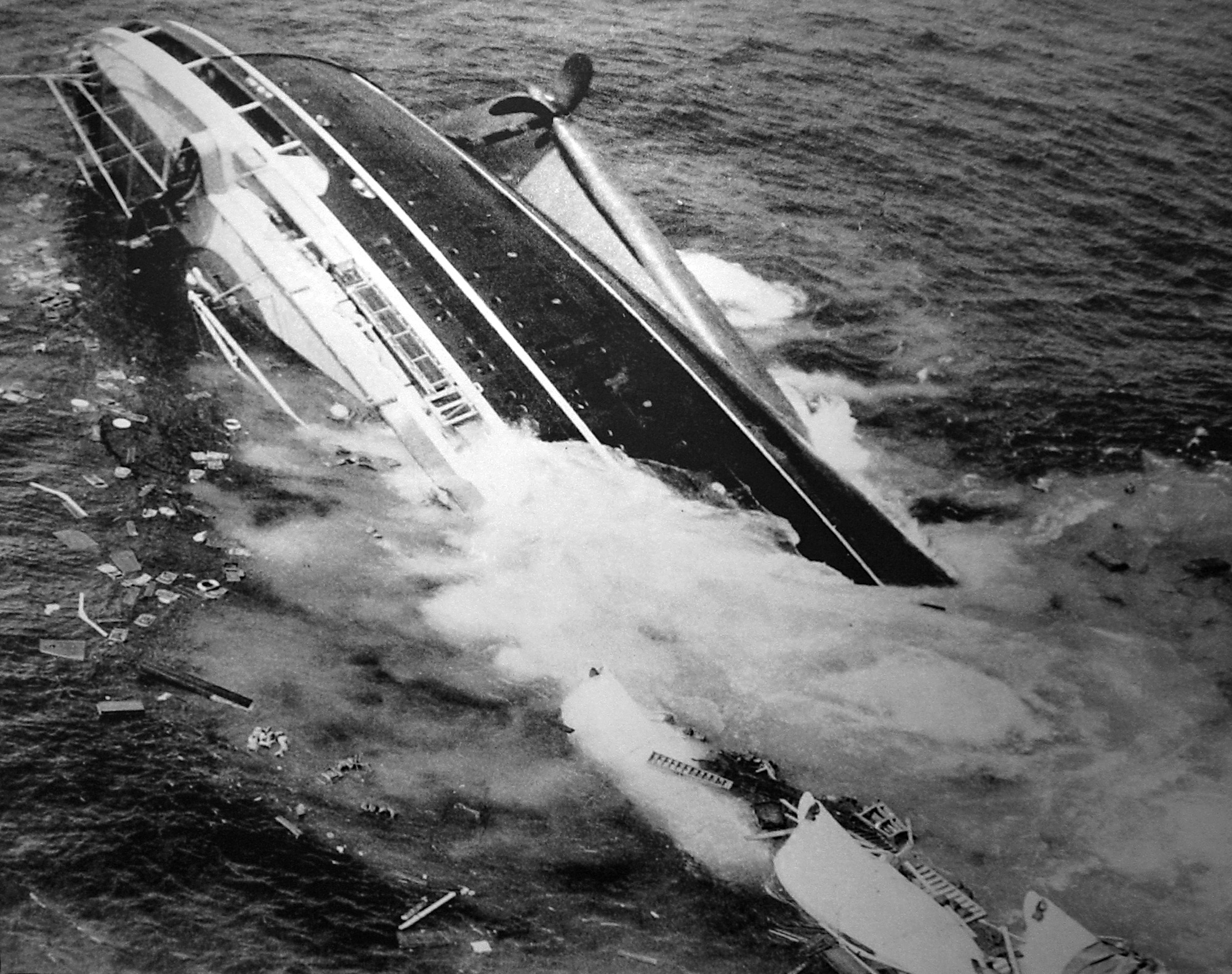
Fotografie potopení parníku SS Andrea Doria byla pořízena z letadla letícího ve výšce 75 metrů jen devět minut před tím, než se loď ponořila na dno

Harry A. Trask (1928–2002) byl americký fotožurnalista. V roce 1957 obdržel Pulitzerovu cenu za fotografii za reportáž o italské výletní lodi SS Andrea Doria, která se potápěla do Atlantského oceánu.

## Pulitzerova cena za fotografii
Když Trask fotografoval italskou výletní loď SS Andrea Doria, jak se potápí do Atlantského oceánu u pobřeží Nantucketu v Massachusetts, pracoval jako štábní fotograf Boston Evening Traveler. Jeho snímky byly široce publikovány, včetně časopisu Life, a v roce 1957 mu vynesly Pulitzerovu cenu za fotografii. Trask používal fotografickou kameru 4×5 Speed Graphic z lehkého letadla. Právě druhý snímek v pořadí, pořízený z výšky 75 stop, devět minut před potopením lodi, získal Pulitzerovu cenu. Jeho sekvence nadále ukazuje, jak se loď potápí.

## Fotografie Kathriny Switzerové z Bostonského maratonu
Trask vyfotografoval Kathrinu Switzerovou, v momentě, kdy byla napadena organizátorem závodu Jockem Semplem za to, že je žena a oficiálně běží v Bostonském maratonu v roce 1967. Switzer se stala první ženou v historii, která v roce 1967 se startovním číslem běžela Bostonský maraton. Stalo se tak ovšem pět let předtím, než ženy získaly oficiální povolení v tomto běhu závodit. Kathrine se přihlásila pod jménem „K. V. Switzer“ a běh dokončila zhruba v čase 4 hodiny a 20 minut.

## Galerie

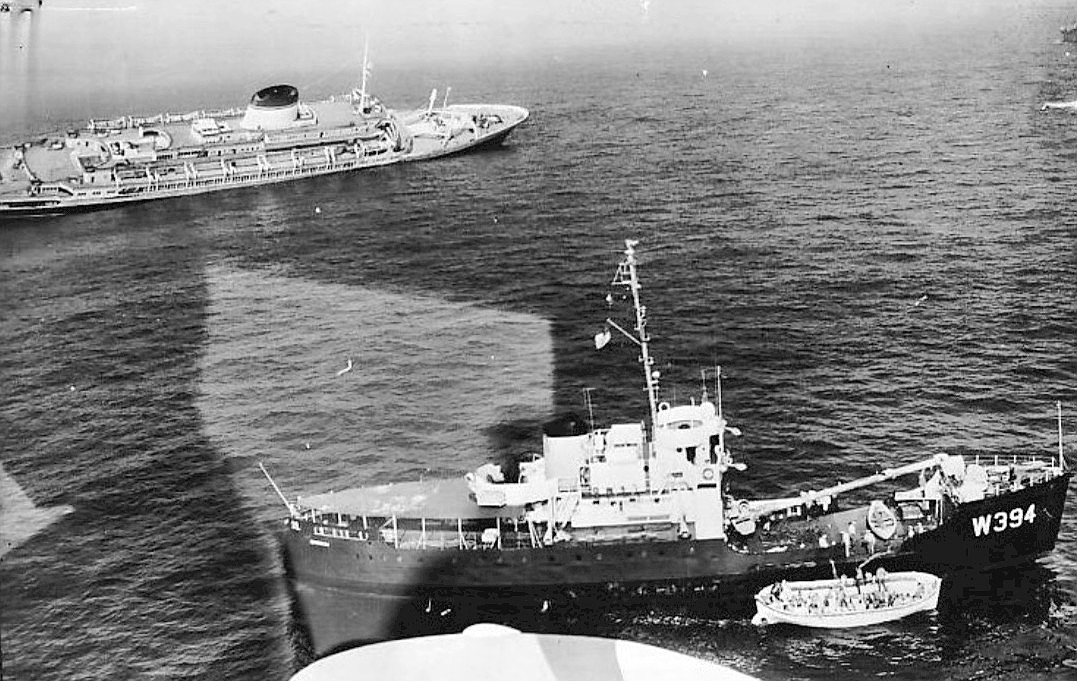
Záchrana parníku Andrea Doria
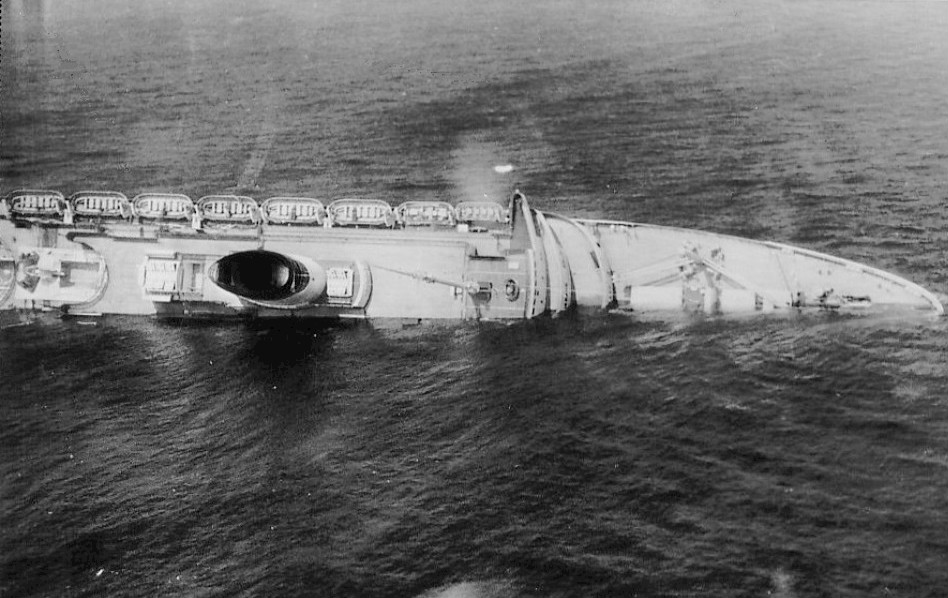
Potopení parníku Andrea Doria
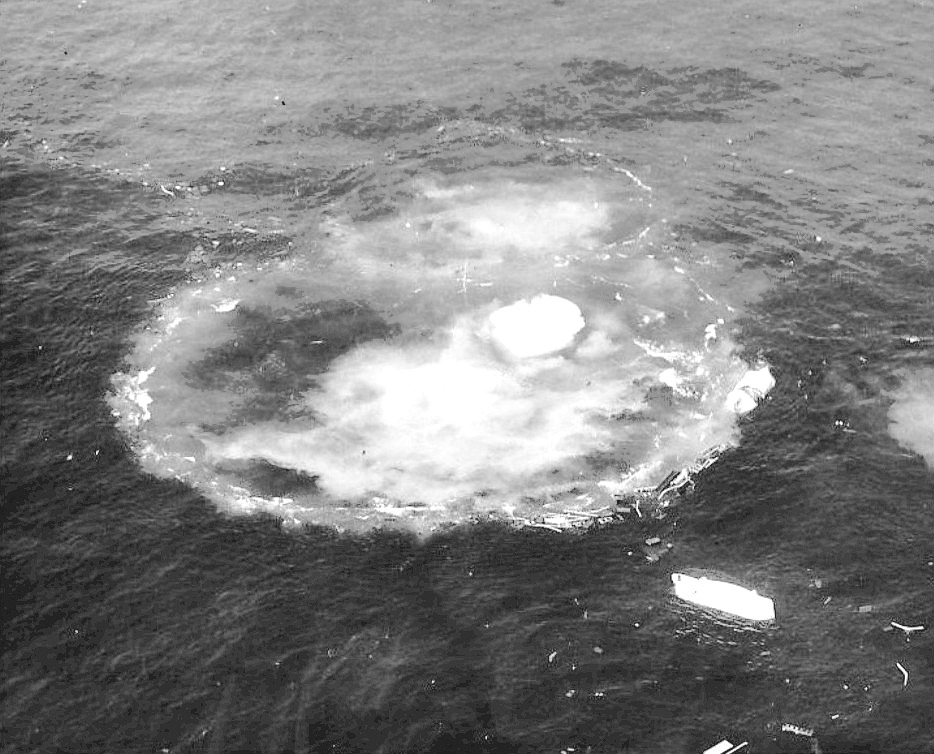
Potopení parníku Andrea Doria